# Здолбунівський краєзнавчий музей
Здолбунівський краєзнавчий музей імені Олега Тищенка (Комунальне підприємство «Здолбунівський краєзнавчий музей імені Олега Тищенка», (скорочено — ЗКМ) — музей у місті Здолбунів Рівненської області.

## Здолбунівський краєзнавчий музей— музей з бетонної цегли, з каплицею та катівнею

### Історія будівлі музею
Приміщення теперішнього Здолбунівського краєзнавчого музею збудовано 1903 року в центрі міста (нинішня адреса: вул. Фабрична, 9) як поліцейське відділення із облаштуванням камер попереднього ув'язнення.
Будівлю споруджено з унікальної цементної цегли, аналогів якій майже не збереглось навіть у Здолбунові, тодішній столиці цементного виробництва. В цей самий час тільки Гауді в Каталонії творив свої шедеври з бетону — нового, пластичного матеріалу, який згодом завоював весь світ.
Ці два факти, пов'язані з матеріалом, з якого було зведено будівлю, та подальше використання її в різний час органами поліції і жандармерії, обумовило майбутній основний напрямок та унікальність експозицій Здолбунівського музею: історія виробництва цементу, бетону та цегли, а також потужної експозиції історії УПА та руху опору.
В різний час в будівлі розміщувались: В 1914 році в приміщенні розпочало діяльність секретне жандармське відділення МВС царської Росії.
Протягом 1920—1939 рр. в приміщенні діяла поліція Польської республіки;
1939—1941 рр. — будівлю використовував райвідділ НКВС УРСР;
1941—1944 рр. — німецька поліція (від вересня 1941 р. — українська поліція);
від березня 1943 р. — польська допомогова міліція, так звані відділи «шуцманшафту»;
1944—1953 рр. — райвідділ НКВС-МВС;
1954—1956 рр. — поліклінічне відділення Здолбунівської райлікарні та станція швидкої медичної допомоги (станція «швидкої» діяла тут до 1973 року);
1960—1990 рр. — стоматологічна поліклініка та зубопротезне відділення ЦРЛ;
1998—2008 рр. — відділ ДСО МВС України в Рівненській області;
22.10.2014 — приміщення було затверджено для використання під майбутній районний краєзнавчий музей історії Здолбунова та Здолбунівщини.
22 червня 2022 року Здолбунівською міською радою було прийнято рішення присвоєння музею імені Олега Тищенка.

### Музейна діяльність
Музей веде активну медіа-діяльність, зокрема на базі музею було знято перший епізод «Шумлять жорна» — дебют історично-кулінарного блогу «Я — Історія» за мотивами творів Уласа Самчука, присвячений кухні Української повстанської армії 1940-х років. Також створено 5-хвилинний фільм «Ніч у музеї» — відеомандрівка залами музею для екскурсантів з усього світу, де оживають історії персонажів, пов'язаних зі Здолбуновом і його приміщенням. Проводяться тематичні виставки, майстер класи, зйомки.
Музей проводить:
- Гастро екскурсії з дегустацією повстанської кухні;
- Театралізовані екскурсії;
- Історичні реконструкції та зйомки;
- Екскурсії-уроки (на певну тему з шкільної програми);
- Нічну екскурсію.

## Директор музею
22.10.2014 року рішенням Здолбунівської районної ради директором музею було призначено Тищенка Олега Олександровича — відомого історика, журналіста, краєзнавця, активного громадського діяча, дослідника історії Здолбунівщини. Він був справжнім патріотом України і великий внесок зробив зокрема у дослідження подвигу Героїв Гурбинської битви та воїнів Української повстанської армії загалом. За його авторства було випущено книгу «Гурби: квітень 1944», велася розбудова Меморіалу Героїв Гурбинського бою, а у 2020 році на Гурбах за його активної участі було оновлено та відкрито для відвідувачів повстанську криївку-музей. У квітні 2021 року Олег Тищенко помер від ускладнень, викликаних COVID-19. Сьогодні виконуючим обов'язки директора Здолбунівського краєзнавчого музею є Чижевський Олександр Олегович — волонтер, активний учасник музейних заходів, вихованець О.Тищенка.

## Експозиції та зали. Унікальні знахідки
Із 2014 року ЗКМ розпочав масштабну кампанію зі збирання музейних експонатів, яких нині в приміщенні музею вже тисячі. 23 серпня 2016 року офіційно відкрито першу залу ЗКМ: залу Героїв Майдану та АТО.
Наразі відкрито зали:
- первісної історії;
- періоду царського та польського правління;
- періоду Першої та другої Світових воєн;
- Українського Руху опору;
- Героїв Майдану та АТО;
- музейна каплиця;
- підземелля та катівня;
- мистецька галерея.

Готуються до відкриття:
- зала історії окупації часів тоталітаризму, що буде облаштована у колишніх камерах для ув'язнених;
- «Етногорище» — бібліотека, читальна зала та чілаут-зона із Wi-Fi покриттям.

### Зала  періоду царського та польського правління та часів індустріалізації
Зберігає унікальні знахідки періоду індустріального розквіту, що почався на території Здолбунівщини ще за царських часів. Здолбунівська «цементовня» це перший цементний завод в тогочасній Російській імперії.
Здолбунів став першим містом в Україні, де встановили монумент статуї Свободи. «Свобода, що осяює світ» встановлена як згадка про той факт, що для будівництва фундаменту Статуї Свободи у Нью-Йорку у 1886 році було використано портландцемент компанії «Dyckerhoff AG», яка сьогодні є основним акціонером товариства «Волинь-Цемент». Зменшена копія тієї статуї, що височіє за три кілометри від Манхеттена, встановлена у Здолбунові у 2013 році та уособлює міцність здолбунівського цементу і бетону.
Фрагмент скульптури давньоримського лицаря було знайдено у Смордві, на місці зруйнованого палацу графів Ледухівських. Його було виготовлено в кінці 19-го — на початку 20-го століття з бетону Здолбунівського цементного заводу, на той час одного із перших в Російській імперії.

### Зала Українського Руху опору
Унікальною знахідкою є хірургічна криївка. В межах України (навіть світу!) — це єдина музейна колекція з повним набором інструментів, якими оперували повстанців.
Сформовано колекцію хірургічних інструментів та медпрепаратів з повстанського шпиталю, який було розкопано 2015 року у криївці неподалік урочища Гурби в тому вигляді, в якому повстанці залишили його наприкінці 40-х. Тут є предмети радянського, німецького виробництва і навіть з царських часів. Збереглись унікальні інструменти: нитки для зшивання людської плоті 1937 року виготовлення, великий ампутаційний ніж, ампутаційна пилка, медичні зажими, тубуси для переливання крові, предмети для проведення операцій на голові людини. Стан збереження інструментів різний, але більшість і досі придатні до використання, експонуються вони у відреставрований медичній шафі 60-х років минулого століття.
Історія Гурбинського бою (найбільшого відкритого бою між УПА та НКВС) щороку доповнюється новими фактами, знахідками, спогадами.
В музеї представлено унікальний мистецький твір — картина «Бій під Гурбами». Автори першого професійного зображення Гурбинського бою — відомі українські художники Василь Копайгоренко та Артем Копайгоренко. Презентація відбулася 4 травня 2021 р. в урочищі Гурби, місці паломництва патріотів України, під час вшанування пам'яті героїв УПА з нагоди 77-ї річниці Гурбинського бою. Здолбунівський краєзнавчий музей отримав в дар цей безцінний експонат, який допоможе розповісти про наших героїв світові, передати наступним поколінням історичну пам'ять.

### Музейна каплиця
Існують церкви-музеї, існують музеї в церквах, та навіть цілі церковно-музейні комплекси. А ЗКМ — єдиний музей з власною церквою! Під час дослідження підземелля з працівниками музею та волонтерами відбувалися події, які не можна було пояснити з наукової точки зору. Чулися звуки, ніби самовільно переміщувалися та зникали предмети, тим, хто працював на розчищенні казематів, снилися тривожні сни. Позаяк в підземеллі було закатовано багато людей, душі яких залишилися не упокоєними свого часу, було вирішено облаштували каплицю в підземеллі, де колись розміщувалася катівня НКВС, аби молитись за упокоєння душ невинно загублених борців за Незалежність та простих українців, що постраждали від тоталітаризму.

### Підземелля та катівня
Таємничі підземелля приховують у собі карцери, камери утримання, та навіть підземний хід.
Існує народна пісня «Чи то буря, чи то грім» на вірш Богдана Лепкого (1914 р.), яка була популярна в лавах УПА, поширилася в повстанському середовищі і стала відомою «табірною» піснею в'язнів сталінських катівень. Найцікавіше — її куплет видряпаний на стіні колишніх в'язничних камер в нашому музеї кимось з ув'язнених тоталітарним режимом.